# خیابان دکتر مصدق
خیابان دکتر محمد مصدق (نفت) با شماره‌گذاری معابر خیابان ۳۲۲۳ تهران یکی از خیابان‌های شمالی شهر تهران است.
این خیابان جهتی شمالی - جنوبی دارد و از شمال به خیابان وحید دستگردی و از جنوب به بلوار میرداماد منتهی می‌شود.
خیابان دکتر مصدق با خیابان‌های فرعی شرقی - غربی تقاطع دارد.

## نام‌گذاری
در روز ۲۲ اسفند ۱۳۹۶، شورای اسلامی شهر تهران نام خیابان نفت واقع در بلوار میرداماد را به خیابان مصدق تغییر داد.
پس از انقلاب اسلامی، خیابان پهلوی به نام دکتر محمد مصدق نامگذاری شد. اما پس از حوادث سال ۶۰، نام این خیابان بنا به دستور مهدوی کنی وزیر وقت کشور در دولت رجایی به ولی‌عصر تغییر کرد. پیشتر در شورای اول شهر تهران نیز بحثی پیرامون نامگذاری خیابانی به نام دکتر مصدق شکل گرفته بود که به دلیل پایان یافتن عمر این شورا، به سرانجام نرسید. در شورای شهر پنجم نیز به گفته مجتبی شاکری رئیس کمیته نامگذاری شورای شهر به دلیل سخنان بنیان‌گذار جمهوری اسلامی خیابانی در شهر تهران به نام دکتر مصدق نامگذاری نشد.